# Anelaphus cinnabarinum
Anelaphus cinnabarinum är en skalbaggsart som först beskrevs av Fisher 1942.  Anelaphus cinnabarinum ingår i släktet Anelaphus och familjen långhorningar.
Artens utbredningsområde är Kuba. Inga underarter finns listade i Catalogue of Life.